# Cupa Ligilor
Cupa Ligilor (Cupa Ligilor nord-americane) este o competiție anuală de fotbal între cluburi din Major League Soccer (liga de fotbal din Statele Unite ale Americii) și Liga MX (liga mexicană de fotbal) - ambele din America de Nord, găzduită în Statele Unite și Canada. A debutat în luna iulie 2019, cu participarea a patru echipe din ambele ligi. Prima ediție a fost un turneu eliminatoriu găzduit în Statele Unite, cu o finală jucată la Las Vegas pe 18 septembrie 2019.
În anul 2023 turneul a fost extins pentru a include toate cluburile din MLS și Liga MX, iar acum funcționează ca o cupă regională pentru aceste ligi. Primele trei echipe ale Cupei Ligii se califică pentru Cupa Campionilor CONCACAF, campionii primind calificarea până în optimile de finală.